# Abstèmia

Percentatge de població que mai beu alcohol (2010).

Països que tenen prohibicions globals contra l'alcohol (2017).

L'abstèmia és la pràctica o la promoció de l'abstinència personal completa de begudes alcohòliques. La persona que practica (i possiblement defensa) l’abstèmia s'anomena abstemi/abstèmia.
Algunes de les raons més habituals per triar l'abstèmia són psicològiques, religioses, de salut, mèdiques, familiars, filosòfiques, socials, un alcoholisme anterior, o, de vegades, és simplement una qüestió de gustos o preferències. Quan són en un entorn on es beu, els abstemis s'abstenen de beure o consumeixen begudes no alcohòliques.
El moviment de l’abstèmia es va iniciar per primera vegada a Preston (Anglaterra), a principis del segle xix. La Preston Temperance Society va ser fundada el 1833 per Joseph Livesey, que havia de convertir-se en un líder del moviment per la temprança i autor de The Pledge: "Estem d'acord a abstenir-nos de tots els licors de qualitat embriagadora, ja sigui ale, porter, vi o licors ardents, excepte com a medecina." Avui en dia existeixen diverses organitzacions de temprança que promouen l’abstèmia com a virtut.